# Patrik Štefan
Patrik Štefan (* 16. září 1980 Příbram) je bývalý český profesionální hokejista. Nastupoval na pozici útočníka. Patřil k velkým talentům českého hokeje, kariéru však ukončil předčasně ze zdravotních důvodů.

## Klubová kariéra
Patrik Štefan zahájil svou extraligovou kariéru v roce 1997 v týmu HC Sparta Praha. V roce 1998 přestoupil do severoamerické nižší soutěže IHL (tým Long Beach Ice Dogs). Od roku 1999 pravidelně nastupoval v NHL za tým Atlanta Thrashers, který si ho vybral jako jedničku draftu v roce 1999. V době výluky v NHL v sezóně 2004/2005 hrával ve Finsku za Ilves Tampere. Na podzim 2006 byl vyměněn spolu s Jaroslavem Modrým za Niko Kapanena do Dallasu, kde odehrál jednu sezónu. Ten už mu po skončení kontraktu další smlouvu nenabídl. Poté se musel vrátit do Evropy. Podepsal smlouvu s SC Bern ve Švýcarsku. Odehrál však jen tři utkání a dne 7. října 2007 oznámil ukončení kariéry ze zdravotních důvodů. V současné době působí jako hráčský agent v Laguna Beach v Kalifornii.

### NHL
Štefana si zvolil tým Atlanta Thrashers, který byl zároveň nováčkem draftu v roce 1999. Skauti ten rok favorizovali především bratry Sediny avšak ti dali dříve najevo, že budou hrát pouze spolu. Atlanta, která měla právo první volby proto zvolila Patrika Štefana. Skauti Atlanty v něm viděli hráče podobného typu jakým byl Bobby Holík. Tedy neúnavného, pracovitého hokejistu s ideálními fyzickými parametry a šikovnýma rukama. Neuvážili však jeho odolnost vůči zraněním. Měl za sebou již tři otřesy mozku a celou jeho kariéru v NHL ho provázely zdravotní problémy. Dále než na pozici třetího centra nedospěl. Proto je společně s Kanaďanem Daiglem a Američanem DiPietrem řazen jako nejhorší první volba draftu NHL.
Nejvýznamnějším počinem v jeho kariéře NHL se stala smolná událost ze zápasu Dallasu s Edmontonem v lednu roku 2007. Štefan jel sám na prázdnou bránu, a vlivem špatně upraveného ledu netrefil z jednoho metru prázdnou branku a spadl na led. Protihráč následně odehrál puk k Aleši Hemskému a ten 2 sekundy před koncem vyrovnal.

## Prvenství
- Debut v NHL - 2. října 1999 (Atlanta Thrashers proti New Jersey Devils)
- První asistence v NHL - 2. října 1999 (Atlanta Thrashers proti New Jersey Devils)
- První gól v NHL - 9. října 1999 (Atlanta Thrashers proti Buffalo Sabres, brankáři Dominiku Haškovi)

## Klubová statistika
| Sezóna     | Klub                | Soutěž     |     | Základní část | Základní část | Základní část | Základní část | Základní část |   | Play off | Play off | Play off | Play off | Play off |
| Sezóna     | Klub                | Soutěž     | Z   | G             | A             | B             | TM            | Z             | G | A        | B        | TM       |          |          |
| 1996–97    | HC Sparta Praha     | ČHL        | 5   | 0             | 1             | 1             | 2             | 7             | 1 | 0        | 1        | 0        |          |          |
| 1997–98    | HC Sparta Praha     | ČHL        | 27  | 2             | 6             | 8             | 16            | —             | — | —        | —        | —        |          |          |
| 1997–98    | Long Beach Ice Dogs | IHL        | 25  | 5             | 10            | 15            | 10            | 10            | 1 | 1        | 2        | 2        |          |          |
| 1998–99    | Long Beach Ice Dogs | IHL        | 33  | 11            | 24            | 35            | 26            | —             | — | —        | —        | —        |          |          |
| 1999–00    | Atlanta Thrashers   | NHL        | 72  | 5             | 20            | 25            | 30            | —             | — | —        | —        | —        |          |          |
| 2000–01    | Atlanta Thrashers   | NHL        | 66  | 10            | 21            | 31            | 22            | —             | — | —        | —        | —        |          |          |
| 2001–02    | Chicago Wolves      | AHL        | 5   | 3             | 0             | 3             | 0             | —             | — | —        | —        | —        |          |          |
| 2001–02    | Atlanta Thrashers   | NHL        | 59  | 7             | 16            | 23            | 22            | —             | — | —        | —        | —        |          |          |
| 2002–03    | Atlanta Thrashers   | NHL        | 71  | 13            | 21            | 34            | 12            | —             | — | —        | —        | —        |          |          |
| 2003–04    | Atlanta Thrashers   | NHL        | 82  | 14            | 26            | 40            | 26            | —             | — | —        | —        | —        |          |          |
| 2004–05    | Tampereen Ilves     | SM-l       | 37  | 13            | 28            | 41            | 47            | 7             | 1 | 6        | 7        | 4        |          |          |
| 2005–06    | Atlanta Thrashers   | NHL        | 64  | 10            | 14            | 24            | 36            | —             | — | —        | —        | —        |          |          |
| 2006–07    | Dallas Stars        | NHL        | 41  | 5             | 6             | 11            | 10            | —             | — | —        | —        | —        |          |          |
| 2007–08    | SC Bern             | NLA        | 3   | 1             | 0             | 1             | 0             | —             | — | —        | —        | —        |          |          |
| NHL celkem | NHL celkem          | NHL celkem | 455 | 64            | 124           | 188           | 158           | —             | — | —        | —        | —        |          |          |

## Reprezentace
| Rok                    | Tým                    | Soutěž                 | Z  | G | A | B | TM |
| ---------------------- | ---------------------- | ---------------------- | -- | - | - | - | -- |
| 1996                   | Česko 18               | MEJ                    | 5  | 1 | 2 | 3 | 4  |
| 1997                   | Česko 18               | MEJ                    | 6  | 3 | 1 | 4 | 6  |
| 1998                   | Česko 20               | MSJ                    | 7  | 1 | 1 | 2 | 4  |
| 2006                   | Česko                  | MS                     | 9  | 1 | 0 | 1 | 4  |
| Juniorská reprezentace | Juniorská reprezentace | Juniorská reprezentace | 18 | 5 | 4 | 9 | 14 |
| Seniorská reprezentace | Seniorská reprezentace | Seniorská reprezentace | 9  | 1 | 0 | 1 | 4  |